# Piet van Mook

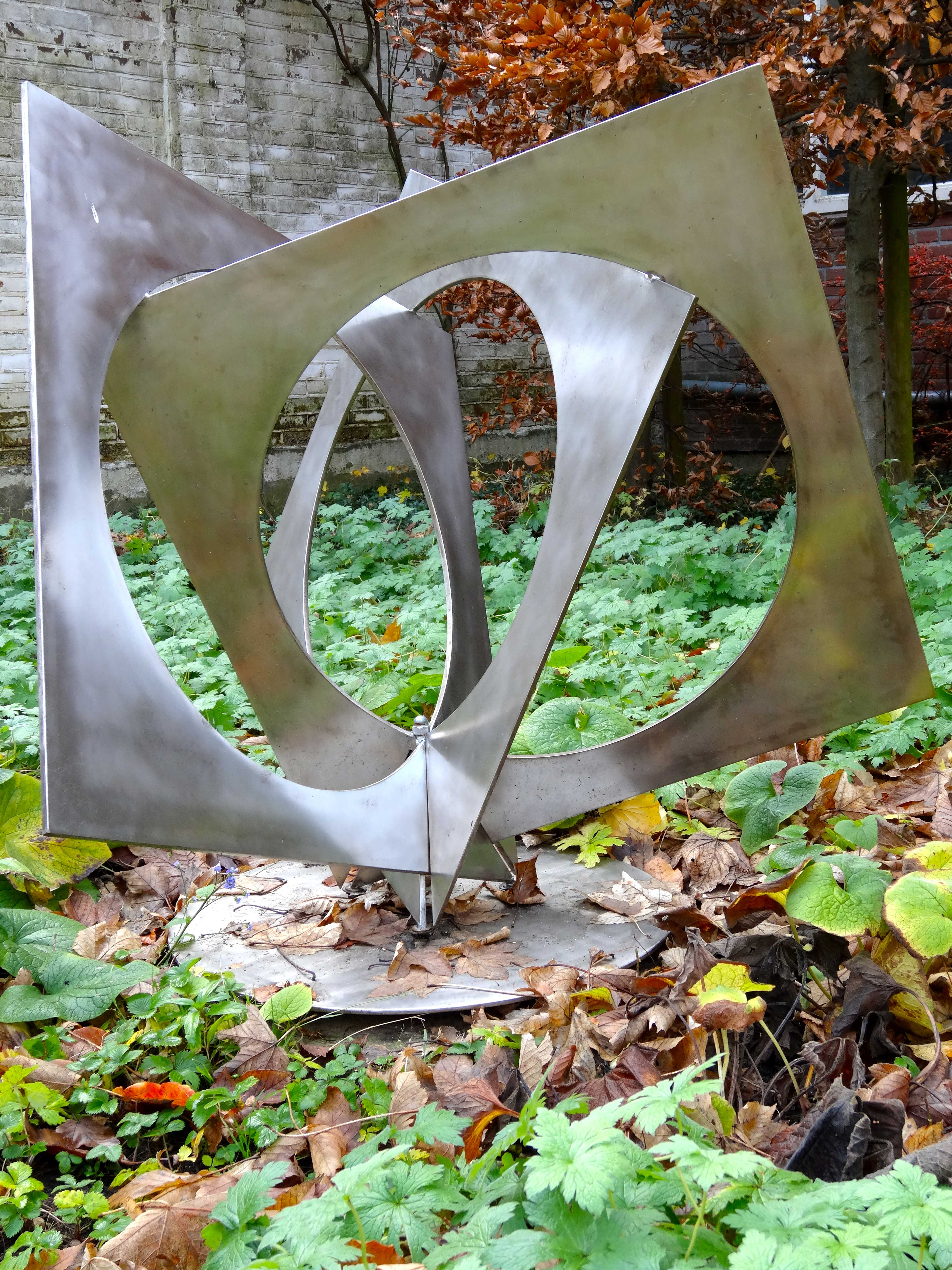
Monument voor de onbekende kunstenaar (2002) in de tuin van het Catharina Gasthuis

Piet van Mook (Amsterdam, 13 oktober 1924 – 7 juni 2016) was een Nederlandse kunstschilder, graficus en beeldhouwer.

## Leven en werk
Van Mook werd in 1924 in Amsterdam geboren als zoon van de kunstschilder Harry van Mook (1888-1955). Hij werd opgeleid aan de Gerrit Rietveld Academie te Amsterdam. Na zijn opleiding vestigde hij zich in Gouda waar hij tekenleraar werd aan het Sint-Antoniuscollege, een katholieke school voor voortgezet onderwijs. Daarnaast was hij aquarellist, schilder, graficus en beeldhouwer. Sinds 1964 woont hij in Bergambacht, waar hij een atelier bezit. Aan zijn grafisch werk werd in 2004 een tentoonstelling gewijd in het museumgoudA onder de titel "Opera Grafica", met werken "geïnspireerd door notaties van muziek". Eerder, in 1982, werden zijn plastieken tentoongesteld in de Jeruzalemkapel te Gouda. Ook werd zijn werk geëxposeerd in het museum De Turfkelder in Schoonhoven en in het Gorcums Museum. Hij was medeoprichter van het kunstcentrum Burgvliet in Gouda. Vanaf 1975 ging hij zich meer en meer richten op het vervaardigen van digitale grafiek en op het maken van abstracte beelden. Hij liet zich daarbij inspireren door wiskundige vormen en sloot zich aan bij de kunstenaars en wiskundigen in de stichting Ars et Mathesis. Hij creëerde vooral zogenaamde 'onmogelijke vormen'.